# Moleteado

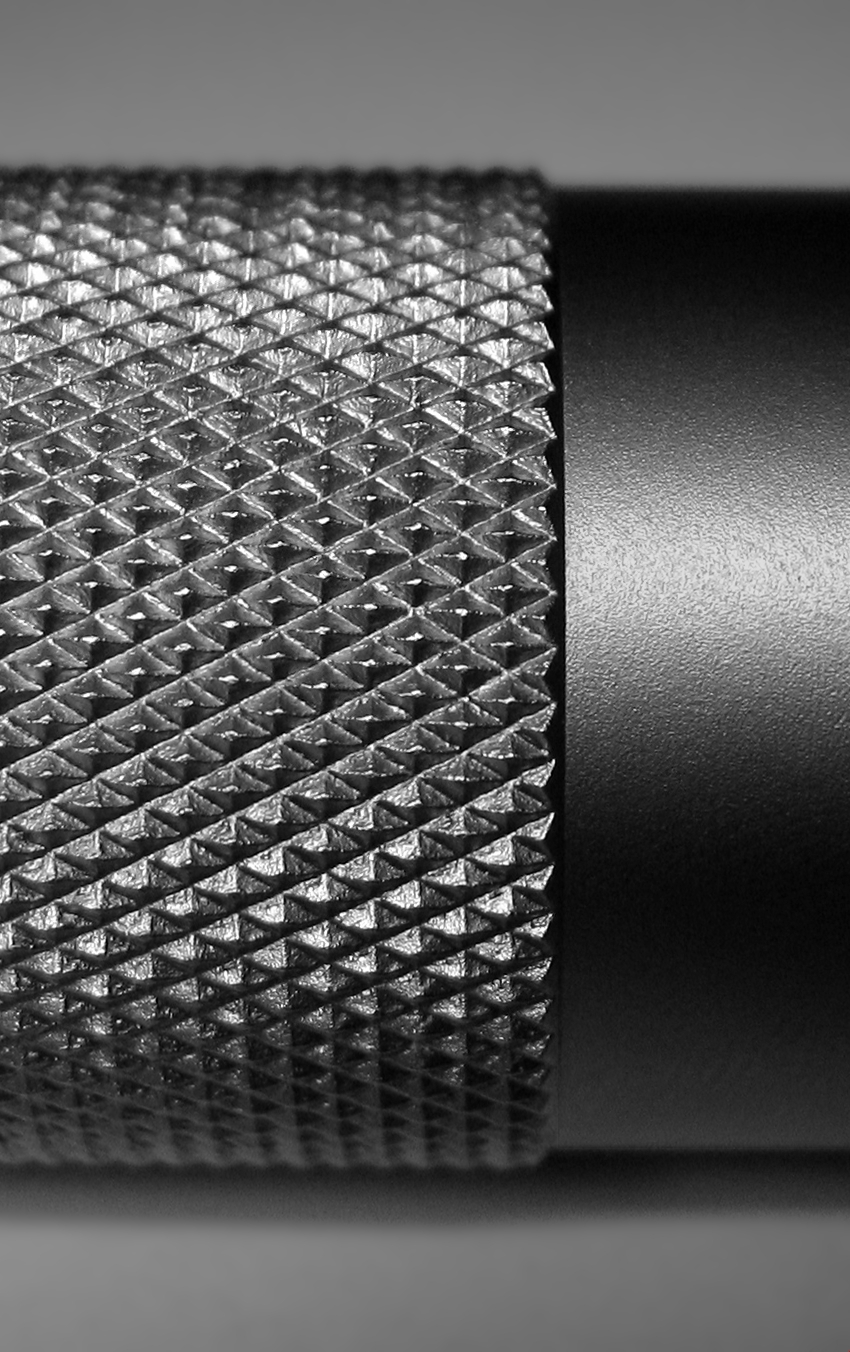
Moleteado de una superficie cilíndrica.

Moleteado de una superficie es la terminación que se le da a la misma para facilitar el agarre
Puede realizarse por deformación, extrusión o por corte, este último de mayor profundidad y mejor acabado.
La norma DIN 82 regula los diferentes tipos de mecanizado que se pueden efectuar.

## Proceso de moleteado con torno
Es un proceso de conformado en frío del material mediante unas moletas que presionan la pieza mientras da vueltas. Dicha deformación genera un incremento del diámetro inicial de la pieza.
El moleteado se realiza en piezas que se tengan que manipular a mano para evitar el resbalamiento que tuviesen en caso de ser lisa.
El moleteado se realiza en los tornos con moletas de diferentes pasos y patrones.
Para que el moleteado quede exacto se debe llevarlo primero al cabezal del torno para que quede paralelo.
Existen los siguientes tipos de moleteado por deformación:
- Radialmente, cuando la longitud moleteada en la pieza coincide con el espesor de la moleta a utilizar.
- Longitudinalmente, cuando la longitud excede al espesor de la moleta.